# 구 일본 58은행 지점
구 일본 58은행 지점(舊日本第五八銀行支店)은 대한민국 인천광역시에 위치한 건물로, 구한말 일본 제58은행의 인천 지점으로 쓰였다. 1993년 7월 6일 인천광역시 유형문화재 제19호로 지정되었다.

## 역사
일본 오사카에 본점을 둔 제58은행의 인천지점이다. 후에 여러 은행들과 합쳐져 야스다 은행으로 바뀌었다. 광복 후 조흥은행이 인천지점으로 사용하기도 하였으나 1958년 새로 건물을 짓고 옮겨가자 대한적십자사 경기도지사로 사용되다가 현재는 인천 중구 요식업조합에서 사용하고 있다. 2층에는 보기 드문 발코니와 지붕창이 특징이며 지붕이 2중으로 경사를 이루고 있어, 프랑스 분위기를 자아내는 르네상스 양식의 건물이다.
현재 인천 중구 요식업조합에서 사용하고 있다.

## 같이 보기
- 구 인천 일본 18은행 지점